# مخطط نصف لوغاريتمي

مخطط لوغاريتمي خطي للرسم البياني نصف اللوغاريتمي، المحدد عبر مقياس لوغاريتمي على المحور y (الشاقولي)، ومقياس خطي على المحور x (الأفقي). الخطوط المرسومة هي: y = 10 ^{×} (أحمر)، y = x (الأخضر)، y = log (x) (أزرق).

مخطط نصف لوغاريتمي أو رسم نصف لوغاريتمي  هو تخطيط يؤخذ فيه مقياس لوغاريتمي على أحد المحورين ومقياس خطي منتظم على المحور الآخر، يكون هذا المخطط مفيداً في البيانات ذات العلاقة الأسية حيث يغطي متغير واحد نطاقاً واسعاً من القيم.

## المعادلات الرياضية
تشكل المعادلات الرياضيات من الشكل{\displaystyle y=\lambda a^{\gamma x}} خطوطاً مستقيمة عند رسمها في المخطط نصف اللوغاريتمي، وذلك لأنه بالتحويل اللوغاريتمي للطرفين ينتج: {\displaystyle \log _{a}y=\gamma x+\log _{a}\lambda .}
النتيجة هي خط مستقيم ذو ميل 𝛾 وانزياح شاقولي بمقدار {\displaystyle \log _{a}\lambda }. يكون المقياس اللوغاريتمي عادةً عشري الأساس، فيما قد يكون بعض الأحيان ثنائي الأساس: {\displaystyle \log(y)=(\gamma \log(a))x+\log(\lambda ).}